# Sodomía femenina

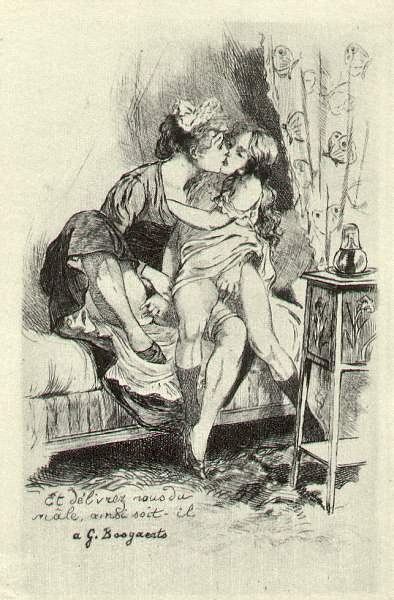
Representación de una escena erótica de dos mujeres manteniendo relaciones sexuales realizada por el pintor francés Martin Van Maële en 1905.

La sodomía femenina se refiere a las actividades sexuales o eróticas entre mujeres, un concepto que fue codificado como categoría jurídica en la Europa medieval y moderna, aunque con variaciones significativas entre regiones. A diferencia de la sodomía masculina, la repercusión social y legal de la sodomía femenina se diferenciaba debido a cómo las mujeres acusadas eran percibidas y tratadas por la sociedad y el sistema judicial. Mientras que la definición legal de sodomía en muchas regiones exigía un acto de "penetración antinatural", lo que complicaba su aplicación a casos de sodomía femenina, estas mujeres a menudo enfrentaban castigos severos debido a las rígidas normas de género y sexualidad de la época.
Aunque la sodomía femenina parece haber sido menos perseguida que la masculina, su registro histórico en Europa se compone mayoritariamente de documentos judiciales fragmentados y correspondencias personales, que muestran la severidad de las acusaciones. Además de ser acusadas de sodomía, estas mujeres también podían enfrentar cargos de brujería, desviación y hermafroditismo, reflejando las estrictas normas sociales que definían a las mujeres que transgredían las expectativas de género y sexualidad. En algunas regiones, estas mujeres eran incluso consideradas "no mujeres" o "no humanas", lo que subraya la dureza del estigma asociado a estas transgresiones.

## Terminología relacionada
Varios términos asociados con la sodomía femenina surgieron como insultos o términos peyorativos. Muchos de estos términos aparecieron simultáneamente en contextos culturales y sociales similares.

### Hermafrodita
El término "hermafrodita" se utilizaba para describir a personas que se percibían como transgresoras de las normas sociales y sexuales. En el contexto de la sodomía femenina, se creía que las mujeres sodomitas podían tener características físicas que indicaban su desviación, como un clítoris agrandado, que se pensaba que podría usarse para la penetración sexual. La noción de "hermafrodita perfecta" se refería a una persona con genitales funcionales de ambos sexos.Tanto los hermafroditas masculinos como femeninos eran frecuentemente asociados con la brujería.

### Tribada
El término "tribada" surgió tras el redescubrimiento del clítoris en el siglo XVI y se refería a mujeres que, según la creencia de la época, tenían genitales hinchados y agrandados que podían usarse para penetrar a otras mujeres. Su primera aparición fue en italiano y tuvo lugar en 1538 y su primera aparición en español data de 1603. Este término compartía con "hermafrodita" la connotación de transgresión sexual y de género.

### Fricatrice
El término "fricatrice" es un sinónimo de tribada pero con una raíz latina en lugar de griega. Su primera aparición fue en inglés en la obra Volpone de Ben Jonson, de 1605. Era usado para describir a mujeres que mantenían relaciones sexuales con otras mujeres, especialmente aquellas que eran vistas como dominantes en estas relaciones. Este término implicaba una asociación con un tipo de placer sexual que se percibía como masculino o dominante. Su uso sugiere que era un término más coloquial y más peyorativo que tribada. Su variante latinizada es confricatrice.

## Crímenes interseccionales

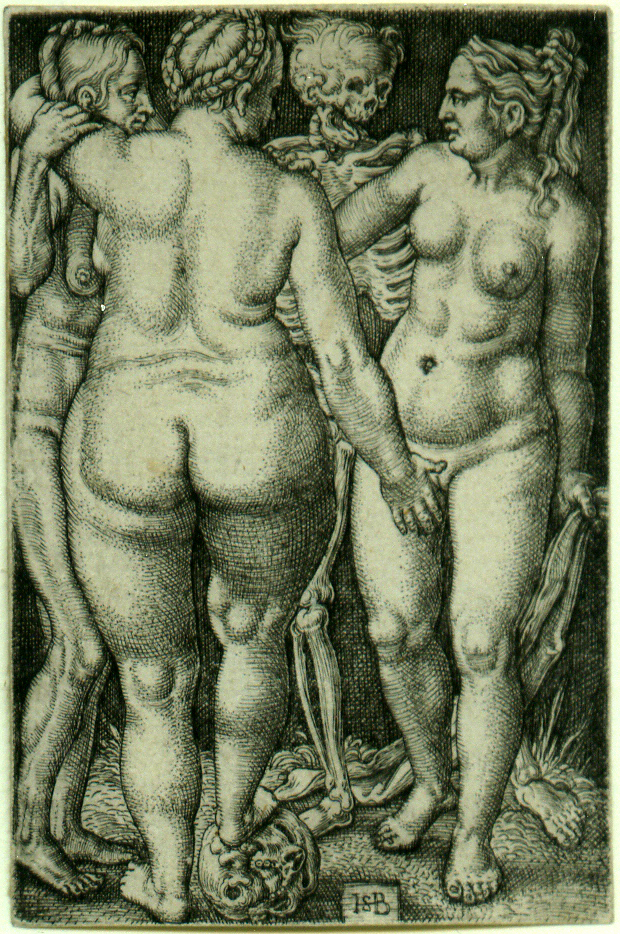
Representación de tres mujeres desnudas con la muerte del pintor alemán Hans Sebald Beham (1500-1550)

Los registros históricos sobre la sodomía femenina en la Europa medieval y moderna se componen mayormente de documentos judiciales que detallan las transgresiones sociales consideradas merecedoras de intervención y castigo legal. Al igual que ocurre con las acusaciones de brujería, estos documentos son difíciles de analizar debido a la falta de certeza sobre la veracidad de los relatos y las posibles intenciones ocultas de los acusadores.
En toda Europa, las acusaciones de sodomía femenina a menudo se vinculaban con la brujería. Debido a la falta de una definición clara, la sodomía femenina se veía como un acto sexual no orientado a la procreación y realizado fuera del matrimonio. Dado que las relaciones entre mujeres no encajaban en esta concepción, era difícil enjuiciarlas legalmente. Sin embargo, sus acciones se consideraban transgresiones sexuales, por lo que se combinaban con acusaciones de brujería, un delito más definido. Si no se podía probar la violación de leyes de sodomía, se recurría a la brujería, asociándola con el diablo como instigador de actos desviados.Según De la démonomanie des sorciers, obra de Jean Bodin publicada en 1580:

[...] when the devil is not available, witches seek out young women and girls whom they ex-ploit in the manner attributed to Sapho.
[...] cuando el diablo no está disponible, las brujas buscan a mujeres jóvenes y niñas de las que abusan de la misma forma atribuida a Safo.
Jean Bodin

La Constitutio Criminalis Carolina, promulgada en 1532 por el emperador Carlos I de España, fue la primera ley codificada en mencionar la sexualidad tanto masculina como femenina. A pesar de esta legislación, los casos de sodomía femenina perseguidos fueron escasos, debido a la dificultad de procesar actos fuera de la concepción heterosexual predominante.
Otra acusación interseccional frecuentemente asociada con las mujeres sodomitas era el hermafroditismo. En la Europa moderna temprana, se consideraba que tanto el hermafroditismo femenino como el masculino eran transgresiones del binarismo de género, lo que constituía un delito. En algunos casos de sodomía femenina, se asumía que al menos una de las personas involucradas era una bruja, una hermafrodita o ambas cosas. Esto refleja la rigidez del binarismo de género en la época y cómo las transgresiones sexuales y de género estaban estrechamente relacionadas en el ámbito legal. Si una mujer sodomita violaba alguna norma social sobre la sexualidad, se la consideraba desviada no solo en términos de su comportamiento sexual, sino también en su identidad y expresión de género.
Las acusaciones de sodomía femenina a menudo provenían de personas cercanas a la acusada, como compañeros, amigos y conocidos. Los chismes, la clase social y las relaciones interpersonales desempeñaban un papel crucial en la formulación de estas acusaciones. La legitimidad de muchas de estas acusaciones, incluidas las de carácter interseccional, puede entenderse mejor mediante un análisis detallado del contexto en el que se hicieron.

## Variaciones geográficas

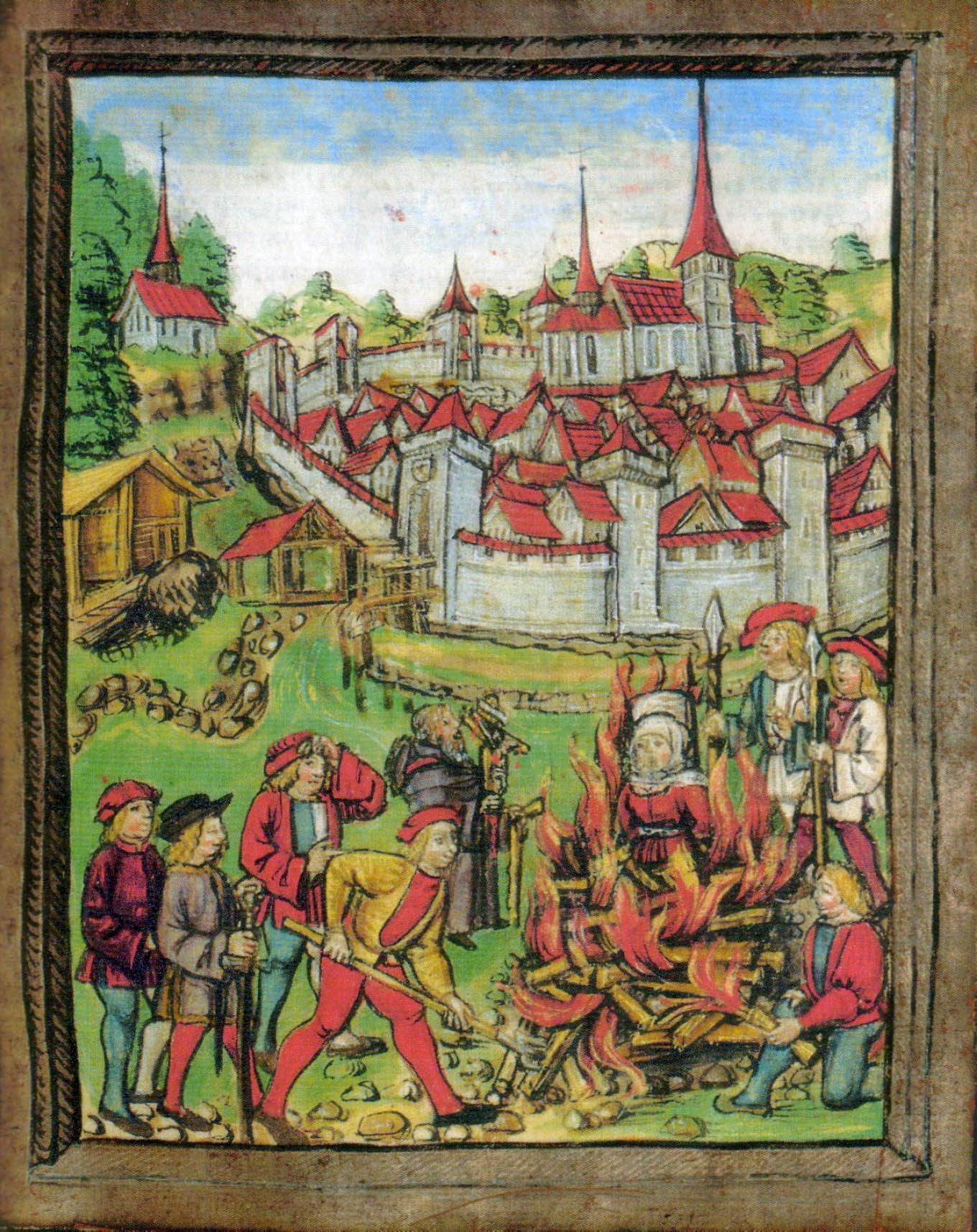
Escena de ejecución de la crónica de Schilling de Lucerna (1513), que ilustra la quema de una mujer acusada de brujería en Willisau, Suiza, en 1447. Las mujeres acusadas de sodomía a menudo enfrentaban cargos adicionales de brujería, lo que resultaba en castigos severos como la quema en la hoguera.

### Bélgica
Entre 1385 y 1515, en Brujas, 90 personas fueron ejecutadas por sodomía, siete de ellas mujeres.
En Flandes, entre 1795 y 1798, las mujeres representaron el 28% de los casos de sodomía. El norte de Europa, especialmente en áreas urbanas, fue más activo en la persecución de la sodomía femenina, donde los rumores se propagaban con mayor facilidad.
En los Países Bajos meridionales, la sodomía femenina fue tratada con mayor severidad que en otras regiones de Europa. Casi el 10 % de los acusados de sodomía entre 1400 y 1500 fueron mujeres. A diferencia de otros lugares, donde los castigos eran menos públicos, las ejecuciones en esta región eran altamente visibles y las mujeres a menudo recibían los mismos castigos que los hombres, siendo quemadas vivas. A menudo, grupos de mujeres sodomitas eran ejecutadas juntas en grandes grupos.

### España
En España, la sodomía era severamente castigada durante la Inquisición, pero los casos documentados se enfocaban predominantemente en actos entre hombres. La sodomía femenina rara vez aparece en los registros inquisitoriales, lo que sugiere que era menos perseguida o posiblemente menos reportada. Cuando se presentaban acusaciones, a menudo se trataba de casos relacionados con otras transgresiones morales o religiosas. La estructura social y la fuerte influencia de la Iglesia Católica podrían haber contribuido a la invisibilidad de la sodomía femenina en los registros oficiales.

### Francia
En Francia, especialmente durante el periodo medieval, la sodomía en general era condenada por la Iglesia y el Estado, pero las leyes específicas contra la sodomía femenina eran vagas o inexistentes. Algunos casos aislados indican que las mujeres podían ser acusadas de "impudicicia" o "lascivia" cuando se sospechaba de relaciones sexuales entre ellas. Al igual que en otras regiones, estas acusaciones a menudo se entrelazaban con cargos de brujería, especialmente durante los juicios de brujas en los siglos XVI y XVII. La falta de una definición legal precisa dificultaba la persecución sistemática de la sodomía femenina en Francia.

### Inglaterra
En Inglaterra, durante la Edad Media y la época moderna temprana, las leyes sobre sodomía se centraban principalmente en actos sexuales entre hombres y entre humanos y animales. La sodomía femenina no estaba claramente definida en la legislación inglesa, lo que resultó en una escasez de procesos judiciales documentados contra mujeres por este motivo. Sin embargo, existen algunos registros que indican que las mujeres acusadas de comportamientos sexuales desviados podían ser juzgadas bajo cargos de indecencia, inmoralidad o brujería. La falta de claridad legal contribuyó a que las persecuciones fueran esporádicas y dependieran en gran medida de las normas sociales y religiosas locales.

### Italia
En Italia, particularmente en ciudades como Florencia y Venecia durante el Renacimiento, existían leyes contra la sodomía que se aplicaban mayormente a los hombres. Sin embargo, hay registros que muestran que algunas mujeres fueron acusadas y procesadas por mantener relaciones sexuales con otras mujeres. Estos casos eran a menudo tratados en secreto y las penas podían variar desde multas hasta encarcelamiento. En algunos casos, las acusaciones de sodomía femenina se combinaban con cargos de brujería o herejía, reflejando las complejas intersecciones entre género, sexualidad y religión en la sociedad italiana de la época.

## Personas notables

### Bertolina (Guercia)
Bertolina, conocida como Guercia, fue una mujer italiana que vivió en Bolonia a finales del siglo XIII. Era conocida en su comunidad por sus relaciones con otras mujeres, pero no enfrentó acusaciones legales hasta 1295. Fue denunciada por un hombre identificado en los registros judiciales solo como Guilelmo, quien la acusó de sodomía, magia y adivinación. En ese momento, la ley en Bolonia definía la sodomía como cualquier acto sexual no procreativo, aunque generalmente se aplicaba solo a relaciones entre hombres del mismo sexo.
Inicialmente, el juicio contra Guercia no iba a proceder, ya que ningún hombre de la comunidad estaba dispuesto a testificar en su contra. Sin embargo, Guilelmo presentó a dos testigos, aunque solo se conservó el testimonio de uno de ellos. Ugolino Martini declaró que, un año antes, se había encontrado con Guercia durante un paseo nocturno, acompañada por músicos que había contratado para darle una serenata a una persona no identificada. Martini le pidió a Guercia que lo acompañara a ver a una mujer que le interesaba, y cuando reveló la identidad de la mujer, Guercia comentó que ella también estaba interesada en ella sexualmente. Martini afirmó que Guercia le mostró varios consoladores que, según ella, usaba para mantener relaciones sexuales con otras mujeres.
Guercia no se presentó a la citación judicial, lo que resultó en su expulsión de Bolonia y una multa considerable si regresaba. En contraste, el castigo habitual para los hombres acusados de sodomía en Bolonia en esa época era la muerte en la hoguera. El caso de Guercia es el registro más antiguo documentado de sodomía femenina en Europa.

### Katherina Hetzeldorfer
Katherina Hetzeldorfer fue acusada de sodomía femenina en 1477 en Espira, Alemania. El único registro existente de su caso son los documentos judiciales que describen su juicio y castigo. Hetzeldorfer fue perseguida y condenada por mantener relaciones sexuales con otras mujeres, lo que el tribunal interpretó como una adopción de la sexualidad masculina, transgrediendo así las normas de género de la época. Fue etiquetada como hermafrodita, un término utilizado para señalar a quienes se consideraba que rompían con las convenciones de género y sexualidad.
Aunque inicialmente Hetzeldorfer negó todos los cargos, finalmente fue presionada para que confesara. Fue declarada culpable y condenada a muerte por ahogamiento, un método de ejecución especialmente humillante y degradante, reservado generalmente para mujeres condenadas por brujería.

### Maertyne van Keyschote
Maertyne van Keyschote vivió en Brujas a principios del siglo XVI. En 1514, confesó los cargos de sodomía que se le imputaban. Junto con otras tres personas que también se declararon culpables, fue condenada a un castigo severo. Van Keyschote y otra mujer llamada Jeanne vanden Steene fueron azotadas y posteriormente quemadas. Ambas fueron desterradas de Flandes por un siglo.
Las otras dos personas acusadas, Grietkin van Bomele y Grietkin van Assenede, eran menores de edad y fueron acusadas de haber sido inducidas a cometer sodomía. Debido a su edad, recibieron un castigo más leve y solo fueron azotadas.

### Mayken y Magdaleene
En 1618, en Brujas, Bélgica, Mayken y Magdaleene fueron acusadas de sodomía femenina. El caso comenzó cuando Maetren van Ghewelde, el esposo de Mayken, fue arrestado por el robo de un caballo. Durante su interrogatorio, informó a las autoridades que su esposa había huido un año antes con una mujer llamada Magdaleene, a quien la comunidad había etiquetado como una hermafrodita vagabunda. A raíz de esta acusación, las autoridades iniciaron una búsqueda que culminó con la detención e interrogatorio de ambas mujeres.
Magdaleene fue sometida a tortura, pero se negó a admitir las acusaciones de brujería y hermafroditismo. A pesar de esto, la fiscalía la describió como una bruja y hermafrodita poseída por el diablo. Lo notable de este caso es que tanto Mayken como Magdaleene se mostraron abiertas sobre sus sentimientos homoeróticos y románticos, y Magdaleene expresó una clara preferencia por las mujeres en el ámbito sexual.
El juicio concluyó el 14 de diciembre de 1618. A Mayken se le ordenó rezar a Dios pidiendo perdón y fue desterrada de Brujas por 10 años bajo amenaza de tortura. Magdaleene, después de estar encarcelada durante dos años, fue liberada y desterrada de por vida del condado de Flandes. Fue acusada oficialmente de brujería y de adoctrinamiento de mujeres en la desviación sexual.

### Benedetta Carlini
Benedetta Carlini fue una monja del siglo XVII en Pescia, Italia, cuyo caso se ha convertido en uno de los más emblemáticos en el estudio de la sodomía femenina. Carlini adquirió notoriedad debido a sus supuestas visiones divinas, lo que la llevó a ascender al puesto de abadesa y a ganar considerable autoridad en su comunidad religiosa. Sin embargo, en 1619, fue acusada de sodomía femenina a raíz de un romance con una monja más joven de su abadía, Bartolomea Crivell.
Durante su juicio, Carlini defendió sus acciones afirmando estar poseída por el espíritu de un ángel llamado Splenditello, quien, según ella, utilizaba su cuerpo como un medio para mantener relaciones sexuales con Bartolomea. Esta explicación no solo no la exoneró, sino que amplió las acusaciones en su contra, lo que culminó en su condena a cadena perpetua.

## Investigaciones futuras y contexto
La investigación sobre la sodomía femenina sigue en desarrollo, y muchos aspectos del tema son difíciles de conocer con certeza debido a la complejidad de estudiar la historia de la sexualidad y las leyes a lo largo del tiempo. Aplicar términos modernos como lesbianismo, bisexualidad, ser transgénero y la neutralidad de género al fenómeno de la sodomía femenina puede resultar problemático y anacrónico. Es fundamental analizar los casos de mujeres acusadas de sodomía dentro de sus contextos históricos específicos. Los registros disponibles consisten principalmente en documentos judiciales y, en raras ocasiones, en correspondencia personal. La definición y los parámetros legales de la "sodomía femenina" variaban según la región, pero la persecución de este delito fue notoriamente común en diversas partes de Europa desde la Edad Media hasta el período moderno temprano.